# コリン・タウンズ
コリン・タウンズ（Colin Towns、1948年5月13日 - 、ロンドン・ウェスト・ハム生まれ）は、イングランドの作曲家にしてキーボーディスト。彼は元ディープ・パープルの歌手イアン・ギランによって結成されたバンドで演奏していることで知られ、後に映画、テレビ、コマーシャルのサウンドトラックの作曲に幅広く携わった。子供の頃にピアノを学び、13歳までにロンドンのイーストエンドの近所で結婚式や誕生日に演奏してお金を稼いでいた。数多くのダンス・バンド、ジャズ・アンサンブルで演奏し、セッション・ミュージシャンにもなった。彼の主な音楽的情熱はジャズにあり、自身のビッグバンドであるマスク・オーケストラ（Mask Orchestra）と一緒にいくつかの評判の良いアルバムを作っている。また、独立したレコードレーベル「Provocateur」を設立した。

## 略歴
1976年、ミッキー・リー・ソウルの後任となるイアン・ギラン・バンドのキーボーディストとして採用された。時が経つにつれ、彼は作曲への関心を高めていき、ギランはタウンズが書いた「Fighting Man」という曲がギランの進むべき方向を示したと信じている。ギランはジャズ・ロックに傾倒したバンドを解散させ、タウンズだけを残し、よりロック色の強いバンドであるギランを結成した。タウンズはギランに励まされて、新しいバンドのために多くの曲を共同で執筆した。バンドにいる間、彼は自由な時間を使って、ギランのもつヘヴィメタルの方向性を超えて音楽を作曲する機会を探った。彼の1980年のソロ・アルバムは未発表のままだが、1曲が『For Gillan Fans Only』というLP用に作り直され、「Making Faces」が1982年にリリースされた。1977年のミア・ファロー主演映画『Full Circle』（後に『ジュリア・幽霊と遊ぶ女』(The Haunting of Julia)と改題）のデモ・サウンドトラックを送り出し、その音楽を賞賛するレビューを受けた。ベーシストのジョン・マッコイと共に、タウンズはサムソンの1979年のアルバム『サヴァイヴァーズ』にゲスト参加した。
1982年、タウンズはスペインのロックバンド、バロン・ロッホと共演し、アルバム『炎の貴族 (Volumen Brutal)』をレコーディングした。
1982年、イアン・ギランがバンドを解散し、タウンズはフルタイムでサウンドトラックの作曲を追求することに決めた。その年、彼は映画『スレイグラウンド』のスコアを書くための仕事を勝ち得た。それ以来、特にイギリスのテレビから絶え間ないほどの需要があった。彼が携わった一連の仕事は広範囲にわたり、その中には、『Chiller』『女には向かない職業』『バカニアーズ』『The Crow Road』『ダルジール警視』『ネプチューン』『Rockface』『Into the Blue』『The Blackheath Poisonings』『Bodyguards』『修道士カドフェル』『Clarissa』『キャピタル・シティ』『Noah's Ark』『Pie in the Sky』『The Beggar Bride』『Our Friends in the North』『Between the Lines』『Mobile モバイル』『Cold Blood』『Anglo-Saxon Attitudes』『ドクター・マーティン』『Half Broken Things』『刑事フォイル』『アイバンホー』『Hot Money』『Deceit』『Imogen's Face』といった作品が含まれている。
また、人気の子供向けアニメーション・シリーズ『アンジェリーナはバレリーナ』の音楽をはじめ、『ピーターラビットとなかまたち』『The Story Store』『Truckers』『The Wind in the Willows』『The Willows in Winter』『北風ジャックの物語』『Oi! Get Off our Train』『Toot and Puddle』『Fungus the Bogeyman』『The Sandman』『Faeries』など、子供向けの他のいくつかのアニメーション・シリーズや映画のために作曲してきた。
彼の映画でのクレジットには、『ロウヘッド・レックス』（1986年）、『Bellman and True』（1987年）、『バンパイア・キッス』（1988年、ニコラス・ケイジ主演）、『Getting It Right』（1989年）、『The Wolves of Willoughby Chase』（1989年）、『Hands of a Murderer』（1990年、エドワード・ウッドワード主演）、『ブレイン・スナッチャー/恐怖の洗脳生物』（1994年、ドナルド・サザーランドをフィーチャー）、『愛に囚われて』（1994年、ティム・ロスをフィーチャー）、『スペース・トラッカー』（1996年、デニス・ホッパーをフィーチャー）、『ゲストハウス狂騒曲』（1999年）、『Essex Boys』（2000年）、『Man Dancin'』（2003年）、『クリムゾン・リバー2 黙示録の天使たち』（2004年）、『Red Mercury』（2005年）がある。彼は何度か、ドイツ人監督クラウディア・ガルデのテレビ・シリーズ『Tatort』のために仕事した。
タウンズが主に音楽的な情熱を傾けているのはジャズであり、彼が結成したビッグバンドであるマスク・オーケストラと共にいくつかのアルバムをリリースしている。イタリア生まれのジャズ歌手マリア・ピア・デ・ヴィトとの長期的なコラボレーションは、1996年に始まった。
2010年、タウンズはドイツとイギリスのミュージシャンたちとBlue Touch Paperを結成した。タウンズと並ぶメンバーは、マーク・ロックハート（ポーラー・ベア、ルース・チューブス）、クリス・モンタギュー（トロイカ、キット・ダウンズ）、ベニー・グレブ（Stoppok、ロン・スピールマン）、ステファン・マース（ランディ・ブレッカー、クルーダー&ドルフマイスター）、エドワード・マクリーン（ピーター・フォックス、ニルス・ヴュルカー）。Blue Touch Paperは、2011年5月にデビュー・アルバム『Stand Well Back』をリリースした。セカンド・アルバム『Drawing Breath』は、2013年10月にリリースされた。

## ディスコグラフィ

### リーダー・アルバム
- Full Circle (1978年、Virgin)
- 『メイキング・フェイセス』 - Making Faces (1982年、Virgin)
- Drama (1983年、Chappell)
- Pastoral/Romantic (1985年、Chappell)
- Dramatic Brass And Electronics (1985年、Chappell)
- Blind Justice (1988年、BBC)
- Orchestral Miniatures (1989年、Carlin Recorded Music Library)
- Drama / Jazz / Holiday (1989年、Carlin Recorded Music Library)
- The Wolves Of Willoughby Chase (1989年、That's Entertainment)
- Capital City (1990年、First Night Records	Scene)
- Classical Hollywood III (1992年、Bay Cities) ※オムニバス。「American Suite」を収録
- Modern Jazz (1994年、Carlin Production Music) ※with David Mitcham
- The Puppet Masters (Original Motion Picture Soundtrack) (1994年、Citadel)
- The Buccaneers (1995年、Mercury)
- Solo Instruments - Strings (1998年、Chappell)
- Still Life (1998年、Provocateur) ※コリン・タウンズ・マスク・クインテット名義。with マリア・ピア・デ・ヴィト
- The Wind In The Willows Attraction (2000年、P.O.V)
- The Theatre Of Kurt Weill (2000年、ACT) ※with The NDR Big Band
- Les Rivieres Pourpres 2 - Les Anges De L'apocalypse (2004年、Milan)
- Frank Zappa's Hot Licks (And Funny Smells) (2005年、Rent A Dog) ※with The NDR Big Band
- Mon Ange (2005年、Naïve)
- Meeting Of The Spirits (A Celebration Of The Mahavishnu Orchestra) (2006年、In+Out) ※with ビリー・コブハム、HR-Bigban
- Lend Me Your Ears (2006年、Provocateur) ※with The NDR Big Band
- Doc Martin (2007年、P.O.V)
- The Catherine Cookson Music Collection Volume 1 (2008年、P.O.V) ※with Alan Parker
- Visions Of Miles: The Electric Period Of Miles Davis (2009年、In+Out) ※with HR-Bigban
- John Lennon - In My Own Write (2010年、Provocateur) ※with The NDR Big Band
- Don't Fence Me In (2011年、ACT) ※with Bohuslän Big Band、Nils Landgren
- Rawhead Rex (2020年、Silva Screen)

### マスク・オーケストラ
- Mask Orchestra (1993年、The Jazz Label)
- Nowhere & Heaven (1996年、Provocateur)
- Bolt From The Blue (1997年、Provocateur)
- Dreaming Man With Blue Suede Shoes (1999年、Provocateur) ※コリン・タウンズ・マスク・シンフォニック名義。with マリア・ピア・デ・ヴィト
- Another Think Coming (2001年、Provocateur)
- The Orpheus Suite (2004年、Provocateur)
- Drama (2015年、Provocateur Records)

### Blue Touch Paper
- Stand Well Back (2011年、Provocateur)
- Drawing Breath (2013年、Provocateur)